# Gauforum
Gauforen sollten in den Städten die Zentren der Macht im Dritten Reich symbolisieren. Gigantisch konzipiert verdeutlichten sie die Zentralisierung des Führerstaates. Das Forum kombinierte Verwaltungsgebäude und Aufmarschplatz im Karree. Hier residierten die Gauleitung, die Gliederungen der NSDAP und sonstige Verwaltungseinrichtungen. Gauforen entstanden ab 1937 in einem groß angelegten Bauprogramm in allen Gauhauptstädten, um die Bedeutung der Partei und der nationalsozialistischen Bewegung durch ein Partei- und Verwaltungszentrum zu manifestieren. Dabei war beabsichtigt, den geschlossenen Komplex, bestehend aus Halle des Volkes, Gauhaus, Glockenturm und Platz, als neues Zentrum den historischen Stadtkernen gegenüberzustellen.

## Geplante Gauforen
- Augsburg
- Bayreuth
- Dresden, Architekt Wilhelm Kreis
- Frankfurt (Oder)
- Hamburg[1]
- Hannover[2]
- Köln, Architekt Clemens Klotz
- Königsberg
- Linz
- Oldenburg[3]
- Posen[4]
- Salzburg[5]
- Weimar, Architekt Hermann Giesler

## Gauforum Bayreuth
Geplant wurde ein weitläufiges Forum mit einem Gebäude für die Gauleitung, einer Gauhalle für 10.000 Personen, einem Stadttheater und einem Gausportfeld. Am Rande des Forums sollten ein großer Park und ein See angelegt werden. Teilweise wurde bereits mit den Abrissarbeiten an der bisherigen Bebauung begonnen. Auch einige Arbeiten am Gausportfeld wurden in Angriff genommen. Vorhanden sind jedoch noch fast vollständig die maßstabsgetreuen Modelle (zum Teil im historischen Museum der Stadt Bayreuth zu besichtigen). 
Außerdem wünschte sich Hitler den Umbau des Bayreuther Festspielhauses auf dem Grünen Hügel zu einer riesigen Anlage, bei der das alte Festspielhaus Richard Wagners nur noch für ein Schattendasein zu historischen Aufführungen erhalten geblieben wäre.

## Gauforum Dresden
Bereits 1934/35 fand ein Ideenwettbewerb statt, bei dem 277 Arbeiten eingereicht wurden. Erste Preise gingen an den Stuttgarter Architekten A. M. Schmidt sowie Herbert Terpitz und Müller-Moreitz (Leipzig). Der Dresdner Stadtbaurat Paul Wolf schlug das im städtischen Besitz befindliche Gelände um die Ilgenkampfbahn und das Arnholdbad vor. Einen maßgeblichen Anteil an der späteren Detailplanung hatte Wilhelm Kreis, der Erbauer des Dresdner Deutschen Hygiene-Museums (1927–30). 
Der Wettbewerb blieb zunächst nur ein Projekt. Die Umsetzung verzögerte sich aus diversen Gründen, schließlich beauftragte Hitler Wilhelm Kreis 1936 mit dem Bau des Gauforums. Wilhelm Kreis, der auch am Wettbewerb, jedoch ohne Erfolg, teilgenommen hatte, stützte sich auf die bereits vorhandenen Ideen und Pläne: Um den auf den Güntzwiesen neu anzulegenden Adolf-Hitler-Platz herum sollte neben dem Deutschen Hygienemuseum nordöstlich ein Gauhaus (210 × 190 Meter), südwestlich eine Sachsenhalle (140 × 220 Meter), östlich zwei Ehrentempel, des Weiteren Kolonnaden sowie ein 70 Meter hoher Wartturm entstehen. Der 75 000 m² große Aufmarschplatz sollte Platz für 200 000 Menschen bieten. Eine neugebaute, sehr repräsentative Straße als Weiterführung der Herkulesallee sollte diesen neuen politischen Stadtkern mit dem freigestellten Rathaus verbinden. Wegen wirtschaftlicher Engpässe im Kriege blieb es jedoch bei der Grundsteinlegung für das Gauhaus.

## Gauforum Hamburg
Nachdem der Architekt Konstanty Gutschow, in dessen Büro der spätere hannoversche Stadtbaudirektor Rudolf Hillebrecht arbeitete, 1939 von Adolf Hitler mit der Neugestaltung Hamburgs beauftragt worden war, entwarf dieser für das Hamburger Elbufer eine 65 Meter breite und zwei Kilometer lange Hochstraße, für die die klassizistische Palmaille des dänischen Architekten Christian Frederik Hansen abgerissen werden sollte. Nach einer Einengung der Hochstraße durch zwei 60 Meter hohe Neubauten sollte das Gauforum hinter einem 150 Meter breiten und 500 Meter langen Aufmarschplatz ein 250 Meter hohes Gauhochhaus errichtet werden. Hierfür sollte zuvor das im 19. Jahrhundert erbaute Altonaer Rathaus abgebrochen werden. Der Zweite Weltkrieg verhinderte eine Realisierung dieses gigantomanischen Bauvorhabens, das den Planungen von Albert Speer „für Berlin in nichts nachstand“.

## Gauforum Hannover
→ Hauptartikel siehe Gauforum (Hannover)
Geplant waren ab dem Ende der 1930er Jahre drei sogenannte Foren in unmittelbarer Nähe zum Maschsee, der hierfür von rund 75 auf 140 ha erweitert werden sollte: Das Staatsforum mit der Reichstatthalterei am Rudolf-von-Bennigsen-Ufer, das „Städtische Forum“ gegenüber dem Neuen Rathaus sowie das Gauforum für die NS-Partei, das ursprünglich am Waterlooplatz errichtet werden sollte. Nach der Einstellung der Planungsarbeiten 1942 waren lediglich die Fundamente für eine westlich des Maschsees geplante Zuschauertribüne realisiert, deren Betonmassen unter dem später darüber aufgeschütteten Trümmerberg als Grundlage für das Niedersachsenstadion dienten.

## Gauforum Weimar
→ Hauptartikel siehe Gauforum Weimar

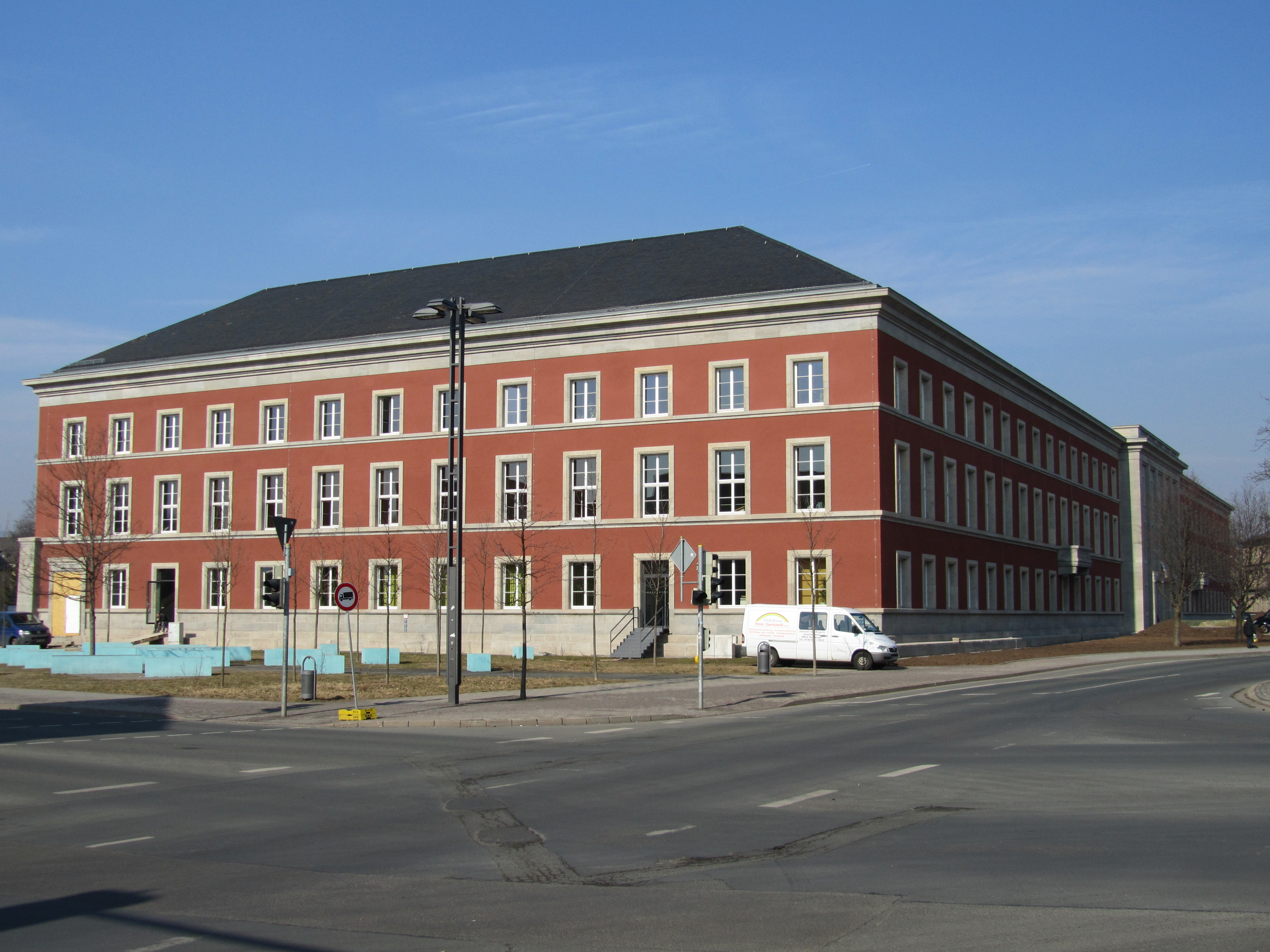
Ehemaliges Gauforum Weimar, heute Thüringer Landesverwaltungsamt

Das Gauforum Weimar in Thüringen wurde als einziges der geplanten Foren gebaut und ist im Wesentlichen erhalten geblieben. Die Anlage erstreckt sich auf einer Fläche von ca. 40.000 Quadratmetern. Von den geplanten fünf Komplexen konnten von 1937 bis zum Ende des Zweiten Weltkriegs drei fertiggestellt werden. Heute werden diese zum Großteil vom Thüringer Landesverwaltungsamt genutzt. 
Ein vierter, der erst nach dem Krieg beendete Hallenbau, beherbergt seit Ende 2005 ein größeres Einkaufszentrum, das Weimar Atrium, eine Zweigstelle der städtischen Touristinformation, sowie einen Busparkplatz und ein 3D-Kino.